# ハルノ宵子
ハルノ 宵子（ハルノ よいこ、1957年12月28日 -  ）は、日本の女性漫画家。本名・吉本 多子（よしもと さわこ）。東京都出身。
父は批評家・詩人の吉本隆明。妹は小説家の吉本ばなな。母の和子も句集『寒冷前線』等を出版している俳人である。

## 概要
- 『猫びより』（日本出版社）という猫愛好家の雑誌にて「ハルノ宵子のシロミ介護日誌」を連載していた。2013年11月号で連載終了。
- 2014年、父母とともに暮らした自宅を改装して飲食店「猫屋台」を開業する（予約制）。

## 主な作品

### コミック
- 虹の王国（JICC出版局）
- アスリエル物語1（スタジオ・シップ）
- プロジェクト魔王［アルドラ］（角川書店、ASUKA COMICS DX、既刊6巻、中断）
- はじまりの樹（ヒット出版社）
- ノアの虹たち（みき書房）
- それでも猫は出かけていく（幻冬舎、2014年5月9日） 連載時のタイトルは「ハルノ宵子のシロミ介護日誌」

### イラスト
- フレバリーガールはお茶の時間に旅をする （著者：橋本一子、くもん出版、1987年10月）
- なぜ、猫とつきあうのか（著者：吉本隆明、ミッドナイト・プレス、1995年3月）
  - なぜ、猫とつきあうのか（文庫版）（著者：吉本隆明、河出書房新社、1998年10月、文庫解説はよしもとばなな）
- 開店休業（著者：吉本隆明、プレジデント社、2013年4月） - 追想・画

### エッセイ
- 「猫だましい」 - 『小説幻冬』2017年7月号 - 2020年4月号 連載
- 「さびしいオジサンたち」 - 『群像』2019年8月号 掲載
- 「猫屋台日乗」 - 『小説幻冬』2020年6月号 - （連載中）
- 『隆明だもの』（晶文社、2023年12月）